# نائب رئيس المالديف
نائب رئيس جزر المالديف هو منصب عام أنشأه دستور جزر المالديف . صاحب المنصب الحالي فيصل نسيم، منذ 17 نوفمبر 2018.
إبراهيم محمد ديدي كان أول نائب للرئيس، وكان معينًا، بينما كان محمد وحيد حسن أول نائب رئيس منتخب.
نائب الرئيس هو الأول في خط الخلافة للرئاسة في حالة وفاة الرئيس أو استقالته أو عزله من منصبه.

## الوضع الدستوري
تم وصف منصب نائب الرئيس في المادة 112 من الدستور على النحو التالي:
- يجب أن يكون هناك نائب لرئيس المالديف يساعد الرئيس في أداء واجباته ومسؤولياته.
- يعلن كل مرشح لمنصب الرئيس علناً اسم نائب الرئيس الذي سيعمل معه.
- تكون مؤهلات منصب نائب الرئيس هي نفس مؤهلات الرئيس.
- في حالة خلو منصب الرئيس لأي سبب من الأسباب، يتولى نائب الرئيس منصب الرئيس.

في المادتين 117 و 122 وصفت مسؤوليات نائب الرئيس.
- يمارس نائب الرئيس المسؤوليات والسلطات التي تفوض له من قبل الرئيس.
- يؤدي نائب الرئيس مسؤوليات الرئيس إذا كان الرئيس غائبًا أو غير قادر مؤقتًا على أداء مسؤوليات منصبه.
- إذا أصبح منصب نائب الرئيس شاغرًا بسبب الوفاة أو الاستقالة أو العزل من منصبه أو العجز الدائم أو الخلافة في منصب الرئيس، يعين الرئيس نائبًا جديدًا للخدمة للفترة المتبقية من الولاية. يوافق مجلس الشعب على التعيين.

نتيجة لهذه المسؤوليات، يتم تحديد مكتب نائب الرئيس وواجباته من قبل الرئيس. في ظل الحكومة الحالية، كلف الرئيس نشيد مكتب نائب الرئيس بتنفيذ خطة في مشكلة الكربون بحلول عام 2020، وكذلك لمعالجة مشكلة المخدرات التي تؤثر على أكثر من نصف السكان الشباب.

## أول نائب رئيس
كان أول من شغل منصب نائب رئيس جزر المالديف إبراهيم محمد ديدي من حزب الشعب التقدمي، الذي تم تعيينه في المنصب من قبل الرئيس محمد أمين ديدي (من 1 يناير 1953 إلى 2 سبتمبر 1953). ووفقا لشرط شغور منصب الرئيس فقد أدى ذلك إلى خلافة نائب الرئيس للرئاسة، عمل إبراهيم ديدي أيضًا رئيسًا بالإنابة من 2 سبتمبر 1953 إلى 7 مارس 1954 بعد إبعاد محمد أمين ديدي.
عيّن إبراهيم ناصر العديد من وزرائه نواباً للرئيس بعد إقالة رئيس الوزراء أحمد زكي.
لم يكن لدى جزر المالديف نواب للرئيس خلال حكم محمد فريد ديدي ورئاسة مأمون عبد القيوم.

## أول نائب رئيس منتخب
بموجب الدستور الجديد الذي أنشأته الجمعية الدستورية وصادق عليه الرئيس مأمون عبد القيوم في 7 أغسطس 2008، تم إنشاء منصب نائب الرئيس مرة أخرى مع الواجبات المذكورة أعلاه.
بموجب الدستور الجديد، أصبح الدكتور محمد وحيد حسن من حزب الوحدة الوطنية أول نائب رئيس منتخب للمالديف وأدى اليمين في 11 نوفمبر 2008. تم انتخاب محمد نشيد في منصبه كرئيس لجزر المالديف، وأنهوا معًا بشكل فعال أطول فترة حكم في آسيا 30 عامًا كانت تلك فترة حكم مأمون عبد القيوم.
كان الدكتور وحيد أكبر مالديفي في الأمم المتحدة عندما تقاعد منها في يونيو 2008، من أجل العودة إلى جزر المالديف والقيام بنشاط سياسي. أثناء وجوده في الأمم المتحدة، كان وحيد رئيس اليونيسف لجنوب آسيا وأفغانستان واليمن ومقدونيا والجبل الأسود وتركمانستان. كان وحيد هو ثالث مالديفي يحصل على درجة الدكتوراه من جامعة ستانفورد، حيث تخصص في التنمية الدولية.
لقد شارك في السياسة في جزر المالديف منذ عام 1989 عندما فاز بمقعد برلماني بأكبر عدد من الأصوات المسجلة حتى ذلك الوقت. ومع ذلك، أُجبر على مغادرة البلاد بعد أن اتبع مشروع قانون بشأن حقوق الإنسان لم تكن الإدارة أفضل شيء له في ذلك الوقت. ثم أمضى 16 عامًا في العمل مع اليونيسف.

## اليمين
قسم اليمين لنائب الرئيس يوصف حرفيا في دستور جزر المالديف.
أنا ... (اسم الشخص) ... أقسم باسم الله عز وجل بأنني سأحترم دين الإسلام، وأنني سألتزم بدستور جمهورية جزر المالديف والحقوق الأساسية للمواطنين المالديفيين، وأنني سوف أحمل الإيمان والولاء الحقيقي لجمهورية المالديف، وسوف أؤدي واجبات ومسؤوليات مكتب نائب الرئيس بصدق وإخلاص وفقًا لدستور وقوانين جمهورية المالديف.

## قائمة نواب الرئيس
قائمة نواب رئيس جزر المالديف:
| # | نائب الرئيس                                                              | الحزب السياسي | استلام المنصب  | ترك المكتب            | الرئيس              |
| - | ------------------------------------------------------------------------ | ------------- | -------------- | --------------------- | ------------------- |
| 1 | ابراهيم محمد ديدي                                                        |               | 1 يناير 1953   | 2 سبتمبر 1953         | محمد أمين ديدي      |
| - | عبد الستار موسى ديدي، أحمد حلمي ديدي، إبراهيم شهاب، علي مانيكو، حسن زرير |               | أكتوبر 1975    | مايو 1977             | ابراهيم ناصر        |
| 2 | محمد وحيد حسن مانيك                                                      |               | 11 نوفمبر 2008 | 7 فبراير 2012         | محمد نشيد           |
| 3 | محمد وحيد الدين                                                          |               | 25 أبريل 2012  | 10 نوفمبر 2013        | محمد وحيد حسن مانيك |
| 4 | محمد جميل أحمد                                                           |               | 17 نوفمبر 2013 | 22 يوليو 2015         | عبدالله يمين        |
| 5 | احمد اديب                                                                |               | 22 يوليو 2015  | 5 نوفمبر 2015         | عبدالله يمين        |
| 6 | عبدالله جهاد                                                             |               | 22 يونيو 2016  | 17 نوفمبر 2018        | عبدالله يمين        |
| 7 | فيصل نسيم                                                                |               | 17 نوفمبر 2018 | مايجب في الوضع الراهن | ابراهيم محمد صالح   |

## روابط خارجية
- مكتب الرئيس: نائب الرئيس
- الموقع الرسمي للدكتور وحيد